# Michelle Gomez
Ne doit pas être confondu avec Michelle Gómez.
Pour les articles homonymes, voir Gomez.
Michelle Gomez, née le 23 novembre 1966 à Glasgow, (Écosse, Royaume-Uni), est une actrice britannico-américaine. 
Elle est connue pour des rôles de comédie dans Green Wing, The Book Group, et Bad Education, et pour avoir joué l'incarnation féminine du Maître dans la série britannique Doctor Who. De 2018 à 2020, elle a été à l'affiche de la série fantastique et horrifique Les Nouvelles Aventures de Sabrina dans laquelle elle a interprété le double-rôle de Lilith, première femme d'Adam et de Mary Wardwell, professeure favorite du personnage principal ; Sabrina Spellman.

## Biographie

### Jeunesse et formation
Michelle Gomez naît à Glasgow en Écosse,. Son père, originaire de Montserrat dans les Petites Antilles, est photographe, sa mère dirige une agence de mannequins.
À 7 ans, elle voit le film musical Kiss Me, Kate (1953) et veut devenir actrice, ce à quoi l'encouragent ses parents.
Elle fréquente la Shawlands Academy de 1978 à 1983 avant d'intégrer la Royal Scottish Academy of Music and Drama à Glasgow.

### Débuts professionnels
Après quelques figurations, c'est en 1998 qu'elle signe pour son premier rôle important dans la comédie dramatique Acid House, basée sur trois histoires courtes de Irvine Welsh. La même année, elle joue un petit rôle dans la comédie de western Gunslinger's Revenge.
Entre 2002 et 2003, elle poursuit sa carrière avec la série télévisée The Book Group avant d'obtenir le rôle de  l'officier de liaison Sue White dans Green Wing. 
Dans le même temps, elle joue des personnages récurrents dans deux sitcoms : Michelle dans Carrie and Barry et Sally Bobbins dans Feel the Force. 
En 2005, Michelle Gomez joue dans le drame Chromophobia, puis en 2006, dans le téléfilm dramatique The Good Housekeeping Guide où elle tient le premier rôle féminin.
En 2008, elle rejoint la Royal Shakespeare Company et joue le rôle-titre de La Mégère apprivoisée au Courtyard Theatre et au Novello Theatre.

### DeDr. WhoàSabrina(2010-2020)

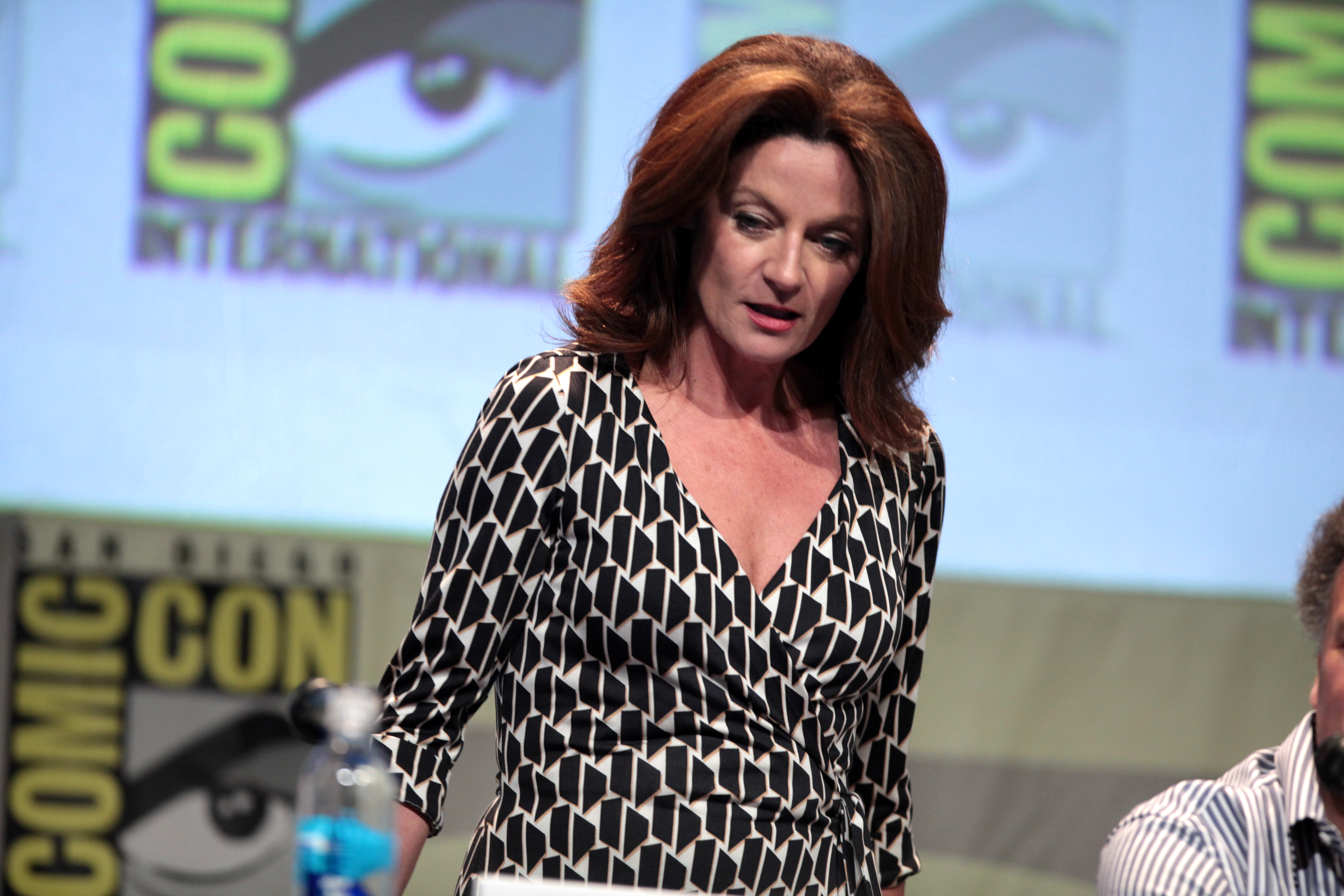
Au Comic-Con de San Diego, en 2015.

À partir de la saison 8 de Doctor Who sortie en 2014, elle se fait remarquer dans le rôle récurrent d'une mystérieuse femme, initialement appelée la « Gardienne de la Nécrosphère », et qui finalement se trouve être la régénération féminine du Maître, désormais « Missy » (l'abréviation de Mistress, « maîtresse » en anglais). Le producteur Steven Moffat, déclare alors que l'actrice sera amenée à reprendre ce rôle dans le futur. 
La même année, la BBC confirme que Michelle Gomez reviendra dans les deux premiers épisodes de la saison 9 : Le Magicien et son disciple et La Sorcière et son pantin qui sont diffusés à l'automne 2015. Puis elle redevient personnage récurrent dans la saison 10, où son personnage finit par retrouver sa précédente version, qui préfère la tuer à la fin de la saison plutôt que de la laisser aider le Docteur.
En 2018, elle rejoint la distribution principale de l'adaptation de la série fantastique Les Nouvelles Aventures de Sabrina, adaptée des comics horrifiques The Chilling Adventures of Sabrina (en) de l’éditeur américain Archie Comics, et qui est diffusée par la plateforme Netflix à partir de fin octobre 2018. Elle y incarne le rôle de Madam Satan qui a volé les traits de la CPE du lycée, Mary Wardwell. La série rencontre son public et convainc la critique aux USA,.

### Vie privée
Elle est mariée à l'acteur Jack Davenport depuis le 1er mai 2000. Elle donne naissance à leur fils, Harry, en 2010,.
C'est une actrice très engagée pour la cause LGBTQIA+ et contre le racisme ainsi que toute forme de discrimination.

## Filmographie

### Cinéma

#### Longs métrages
- 1998 : Acid House de Paul McGuigan : Catriona
- 1998 : Il mio West (Gunslinger's Revenge) de Giovanni Veronesi : La fille en cuir
- 1999 : www.crime.com (New World Disorder) de Richard Spence : Annika « Amethyst » Rains
- 1999 : Mauvaise Passe de Michel Blanc : Une hôtesse
- 2000 : Offending Angels d'Andrew Rajan : une ex de Baggy
- 2005 : Chromophobia de Martha Fiennes : Bushey
- 2012 : Un mariage inoubliable (The Wedding Video) de Nigel Cole : Jenna, la wedding planner
- 2021 : Bienvenue chez les Loud, le film (The Loud House Movie) de Dave Needham : Morag (voix)

#### Courts métrages
- 1999 : Ticks de Rupert Wyatt : La fille stressée au téléphone
- 2005 : Meat the Campbells de Simon Hynd : Mme Campbell
- 2009 : Svengali de Philip John : Francine Hard
- 2020 : Endangered d'Alex Wroten : Wilma Crane

### Télévision

#### Séries télévisées
- 1992 / 1999 : Taggart : La coiffeuse / Harriet Bailes
- 1994 : The Tales of Para Handy : La mère avec l'enfant
- 1996 / 1998 : The Bill : Carrie Bennett / Penny Grice
- 1999 : L'Immortelle (Highlander : The Raven) : Talia Bauer
- 2001 : Rebus : Caro Rattray
- 2002 : Ma tribu (My Family) : Sharon, l’assistante dentaire
- 2002 - 2003 : The Book Group : Janice McCann
- 2003 : Manchild : Kitty
- 2004 - 2006 : Green Wing : Sue White
- 2005 : Ash et Scribbs (Murder in Suburbia) : Anita Green
- 2006 : Feel the Force : Sally Bobbins
- 2007 : Oliver Twist : Mme Sowerberry
- 2012 - 2013 : Bad Education : Isobel Pickwell
- 2013 - 2014 : Psychobitches : Mary / Hildegard von Bingen / Florence Nightingale
- 2014 - 2017 : Doctor Who : Missy
- 2015 : The Brink : Vanessa
- 2015 - 2016 : Gotham : La Lady
- 2016 : The Collection : Eliette Malet
- 2018 - 2020 : Les Nouvelles Aventures de Sabrina (Chilling Adventures of Sabrina) : Mary Wardwell / Madam Satan
- 2020 : 101, rue des Dalmatiens (101 Dalmatian Street) : Cruella d'Enfer (voix)
- 2020 : La Bande à Picsou (DuckTales) : Matilda McDuck (voix)
- 2020 - 2022 : The Flight Attendant : Miranda Croft
- 2021 - 2023 : Doom Patrol : Laura De Mille / Madame Rouge
- 2023 : New York, unité spéciale (Law and Order : Special Victims Unit) : Connie Parish (saison 24, épisode 18)

#### Téléfilms
- 1989 : First and Last d'Alan Dossor : L'infirmière
- 2006 : The Good Housekeeping Guide de Syd Macartney : Jenny
- 2006 : The Secret Policeman's Ball de Julia Knowles : Sue White
- 2007 : Wedding Belles de Philip John : Amanda

### Jeux vidéo
- 2015 : Lego Dimensions : Missy (voix)

## Distinctions
Sauf indication contraire ou complémentaire, les informations mentionnées dans cette section proviennent de la base de données IMDb.

### Nominations
- BAFTA Scotland 2015 : Meilleure actrice de télévision dans une série télévisée pour Doctor Who
- British Academy Television Awards 2016 : Meilleure actrice dans un second rôle dans une série télévisée pour Doctor Who